# Lord-lieutenant du Northumberland

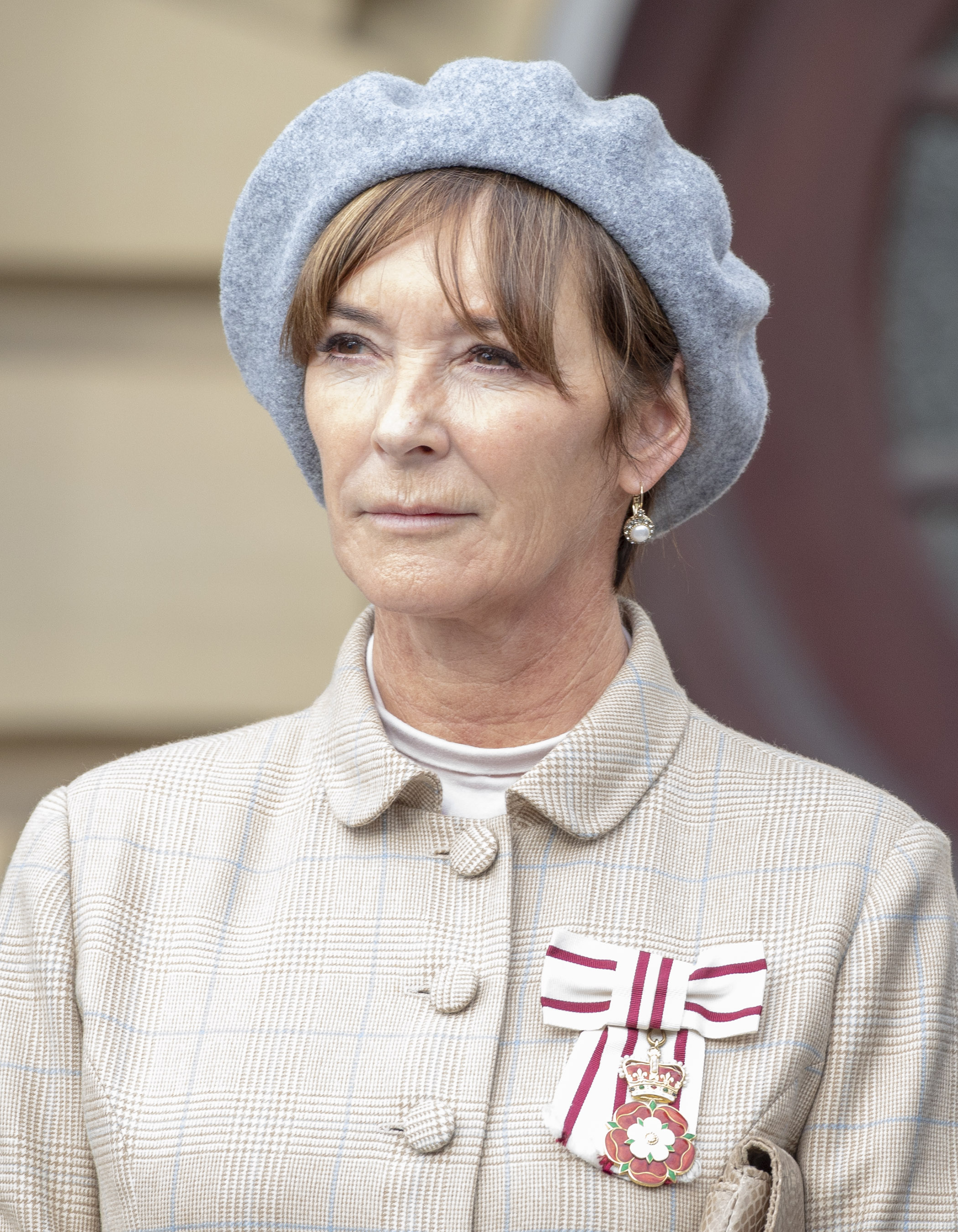
La duchesse de Northumberland, Jane Percy, officiant lors d'un défilé de la bataille d'Angleterre à Alnwick le 16 septembre 2018

Ceci est une liste de personnes qui ont servi comme lord-lieutenant du Northumberland. Depuis 1802, tous les lord-lieutenants ont été également Custos Rotulorum of Northumberland.
- Henry Percy, 3e comte de Northumberland
- Henry Percy, 4e comte de Northumberland ?–1489
- Henry Algernon Percy, 5e comte de Northumberland 28 avril 1489 – 19 mai 1527
- Henry Hastings, 3e comte de Huntingdon 20 août 1586 – 14 décembre 1595
- vacant
- George Clifford, 3e comte de Cumberland 1603–1605
- vacant
- Francis Clifford, 4e comte de Cumberland 27 octobre 1607 – 31 août 1639 conjointement avec
- George Home, 1er comte de Dunbar 27 octobre 1607 – 20 janvier 1611 et
- Theophilus Howard, 2e comte de Suffolk 27 octobre 1607 – 31 août 1639 et
- Henry Clifford, 1er baron Clifford 27 octobre 1607 – 31 août 1639 et
- Thomas Howard, 21e comte d'Arundel 23 juillet 1632 – 31 août 1639 et
- Henry Howard, Lord Maltravers 23 juillet 1632 – 31 août 1639
- Algernon Percy, 10e comte de Northumberland 13 novembre 1626 – 1642
- Interregnum
- Algernon Percy, 10e comte de Northumberland 12 septembre 1660 – 13 octobre 1668 conjointement avec
- Joceline Percy, 11e comte de Northumberland 12 septembre 1660 – 31 mai 1670
- William Cavendish, 1er duc de Newcastle-upon-Tyne 13 juillet 1670 – 25 décembre 1676 conjointement avec
- Henry Cavendish, 2e duc de Newcastle-upon-Tyne 13 juillet 1670 – 20 avril 1689
- Richard Lumley, 1er comte de Scarbrough 20 avril 1689 – 17 décembre 1721
- Richard Lumley, 2e comte de Scarbrough 24 janvier 1722 – 29 janvier 1740
- Charles Bennet, 2e comte de Tankerville 6 mars 1740 – 14 mars 1753
- Hugh Percy, 1er duc de Northumberland 23 mars 1753 – 6 juin 1786
- Hugh Percy, 2e duc de Northumberland 16 septembre 1786 – 1798
- In commission
- Hugh Percy, 2e duc de Northumberland 4 juin 1802 – 10 juillet 1817
- Hugh Percy, 3e duc de Northumberland 18 août 1817 – 11 février 1847
- Henry Grey, 3e comte Grey 13 mars 1847 – 1er janvier 1877
- Algernon Percy, 6e duc de Northumberland 1er janvier 1877 – 2 janvier 1899
- Albert Grey, 4e comte Grey 1er mars 1899 – 13 décembre 1904
- Henry Percy, 7e duc de Northumberland 13 décembre 1904 – 14 mai 1918
- Alan Percy, 8e duc de Northumberland 19 juillet 1918 – 23 août 1930
- Charles Trevelyan, 3e baronnet 7 novembre 1930 – 28 avril 1949
- Wentworth Beaumont, 2e vicomte Allendale 28 avril 1949 – 16 décembre 1956
- Hugh Percy, 10e duc de Northumberland 16 mai 1956 – 3 janvier 1984
- Matthew Ridley, 4e vicomte Ridley 3 janvier 1984 – 25 août 2000[1]
- John Buchanan-Riddell, 13e baronnet 25 août 2000 – 11 mai 2009[2]
- Jane Percy, duchesse de Northumberland 12 mai 2009 – présent[3]

## Deputy Lieutenants
Deputy Lieutenants Traditionnellement soutiens le lord-lieutenant. Il pourrait y avoir beaucoup de deputy lieutenants à tout moment, selon la population du comté. Leur nomination ne prend pas fin avec le changement de Lord-Lieutenant, mais ils ont souvent pris leur retraite à l'âge de 75 ans.
- Edward Grey, 1er Vicomte Grey of Fallodon, KG 11 avril 1901 [4]
- Benjamin Chapman Browne 11 avril 1901 [4]
- William Haswell Stephenson 11 avril 1901 [4]
- William Watson-Armstrong, 1er Baron Armstrong 11 avril 1901 [4]
- Shallross Fitzherbert Widdrington 11 avril 1901 [4]
- Henry de La Poer Beresford, 6e Marquis de Waterford 21 mai 1901[5]
- George Montagu Bennet, 7e Comte de Tankerville 21 mai 1901 [5]
- Hubert Edward Henry Jerningham, 21 mai 1901 [5]
- Matthew White Ridley, 2e Vicomte Ridley, 21 mai 1901 [5]
- Lawrence William Adamson, Esq. 21 mai 1901 [5]
- Stephen Sanderson, Esq. 21 mai 1901 [5]
- John Cappin Straker, Esq. 21 mai 1901 [5]
- Hugh Andrews, Esq. 21 mai 1901 [5]
- Addington Francis Baker Cresswell, Esq. 21 mai 1901 [5]